# Miaplacidus
Miaplacidus (Beta Carinae / β Car / β Carinae) è la seconda stella più luminosa della costellazione della Carena, dopo Canopo, ed è la ventottesima stella più luminosa del cielo notturno, con una magnitudine apparente di +1,68. La distanza stimata dal sistema solare è di 113 anni luce circa
Miaplacidus è stata la seconda stella più luminosa anche dell'antica costellazione della Nave Argo, attualmente smembrata in tre parti: la Carena, la Poppa e la Vela. È stata anche la stella alfa dell'antica costellazione della Quercia di Carlo.

## Osservazione
Miaplacidus è una stella facilmente riconoscibile, sia per la sua luminosità, sia perché forma un asterismo con le stelle Theta Carinae, Upsilon Carinae e Omega Carinae chiamato Croce di diamante.
Si tratta di una stella situata nell'emisfero celeste australe. La sua posizione fortemente australe comporta che la stella sia osservabile prevalentemente dall'emisfero sud, dove si presenta circumpolare anche da gran parte delle regioni temperate; dall'emisfero nord la sua visibilità è invece limitata alle regioni temperate inferiori e alla fascia tropicale. La sua magnitudine pari a +1,68 le consente di essere scorta con facilità anche dalle aree urbane di moderate dimensioni.
Il periodo migliore per la sua osservazione nel cielo serale ricade nei mesi compresi fra febbraio e giugno; nell'emisfero sud è visibile anche per buona parte dell'inverno, grazie alla declinazione australe della stella, mentre nell'emisfero nord può essere osservata limitatamente durante i mesi primaverili boreali.

## Caratteristiche fisiche
La stella è una subgigante bianca di classe spettrale A2IV, anche se alcune fonti la classificano come gigante di classe A1III. È oltre 200 volte più luminosa del Sole, ha un raggio quasi 6 volte superiore, mentre la massa è tripla rispetto a quella solare. L'età della stella varia a seconda delle fonti, anche se dovrebbe comunque essere compresa tra i 260 e i 350 milioni di anni.
La sua magnitudine assoluta è di -1,03 e la sua velocità radiale positiva indica che la stella si sta allontanando dal sistema solare.
A differenza di altre stelle di classe A simili, non si è finora riscontrata la presenza di un disco protoplanetario attorno alla stella.

## Etimologia
Il nome Miaplacidus apparve per la prima volta nel 1856 nell'atlante stellare Geography of the Heavens, di Elijah Hinsdale Burritt. L'origine del nome rimase un mistero per diversi anni, fin quando William Higgins, un esperto sui nomi delle stelle, suggerì che il nome fosse una combinazione derivata dalle parole مياه miyāh (acque), di provenienza araba, e del termine latino placidus (placido).